# Atari Transputer Workstation

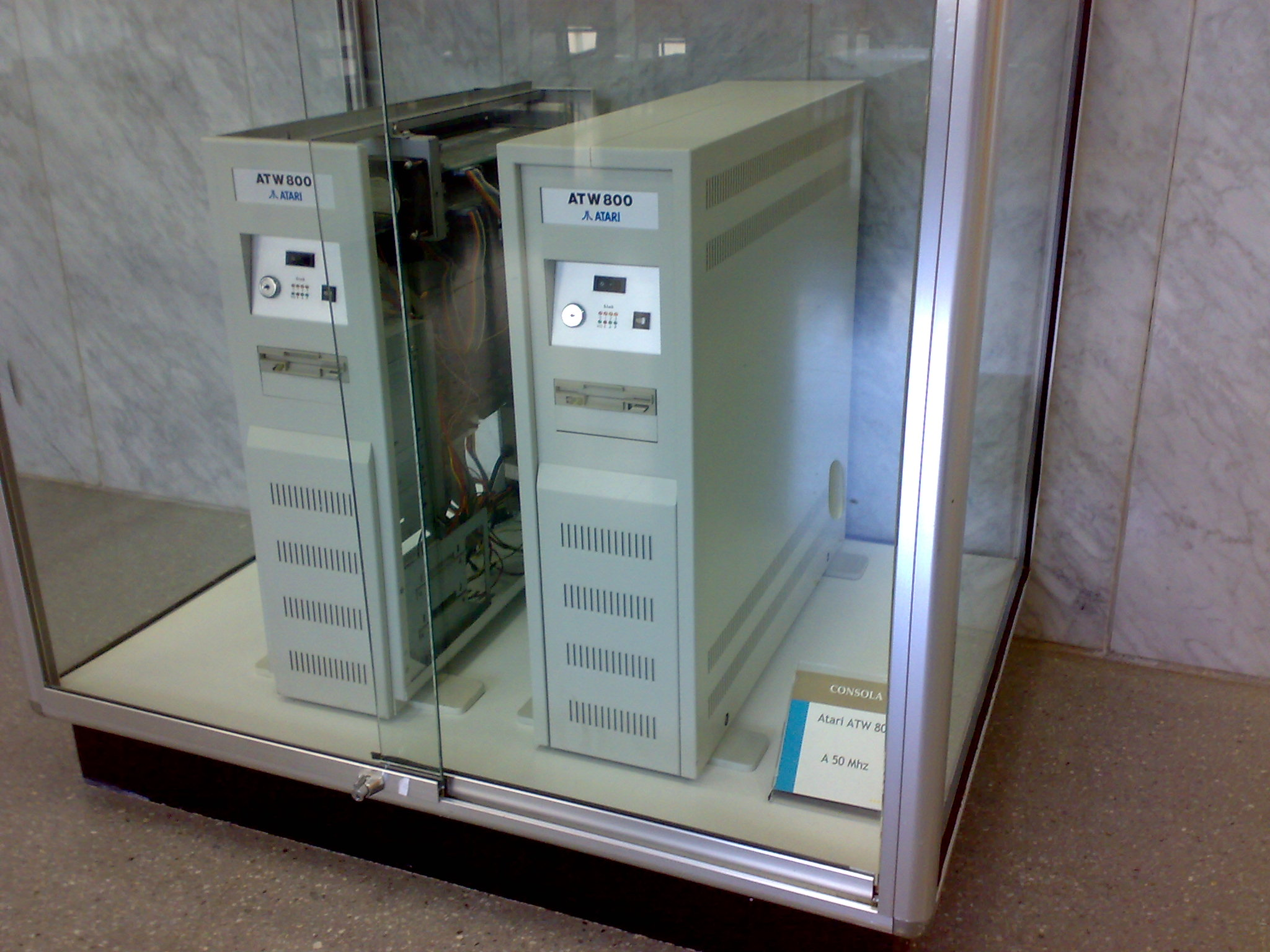
Atari AWT 800

Atari Transputer Workstation (znany także jako ATW-800, ATW lub Abaq) – komputer typu stacja robocza produkowany przez firmę Atari w drugiej połowie lat 80. Był oparty na INMOS transputerze, co powodowało, że był to znacznie bardziej wydajny sprzęt od pozostałych dostępnych ówcześnie na rynku.

## Historia
W 1986 roku Tim King stracił posadę w MetaComCo, wraz z kilkoma innymi pracownikami, rozpoczął pracę w firmie Perihelion Software znajdującej się w Anglii. Tam rozpoczęli pracę nad nowym systemem operacyjnym opartym na przetwarzaniu równoległym (ang. parallel-processing operating system – rozproszony system operacyjny) znanym jako HeliOS. W tym samym okresie współpracownik założył Perihelion (później Perihelion Hardware), by opracować nową stację roboczą opartą na transputerze, która pozwoli uruchomić HeliOS.
Za czasów Metacomco wielu pracowników zespołu Perihelion Software współpracowało zarówno z Atari, jak i z Commodore International, produkując ST BASIC oraz AmigaDOS. Kierownictwo pozostawało w kontakcie z obiema firmami. Commodore wyrażał pewne zainteresowanie tym nowym systemem oraz prezentował jego demonstracje na karcie rozszerzeń pracującej z komputerem Amiga 2000. Następnie firma straciła swe zainteresowanie tym produktem.
W tym momencie Atari spotkało się z Perihelion oraz rozpoczęło pracę, która ostatecznie przeobraziła system w ATW.
Sprzęt został po raz pierwszy zaprezentowany w listopadzie 1987 roku na targach COMDEX pod szyldem Abaq.

## Opis
System ATW składa się z trzech głównych elementów:
1. Płyta główna (właściwa) zawierająca transputer T800-20 oraz 4MB RAM (rozszerzalne do 16 MB)
2. Kompletny zminiaturyzowany model Mega ST spełniający rolę jednostki we/wy wyposażoną w 512 kB RAM
3. System video Blossom wraz z 1 MB dwuportowej pamięci RAM

Wszystkie były połączone za pomocą transputerowych połączeń 20 Mbit/s. Ponadto płyta główna zawiera cztery gniazda przeznaczone na dodatkowe karty (ang. farm cards) wyposażone w cztery transputery każda, co oznacza, że w pełni rozszerzona stacja ATW zawierać mogła 17 transputerów. Każdy pracował z zegarem 20 MHz (to jest to „20” w nazwie transputera), co przekładało się na wydajność rzędu 10 MIPS (dla każdego z nich). Szyna danych była również dostępna na zewnątrz, co umożliwiało podłączenie następnych stacji ATW tworzących jedną dużą farmę. Płyta główna posiadała także oddzielne gniazdo dla pojedynczego przełącznika krzyżowego INMOS (ang. INMOS crossbar switches), który usprawniał wydajność sieci przesyłającej dane między poszczególnymi procesorami.

## System video Blossom
System video Blossom oferował tryby:
- 0: 1280 na 960 pikseli, 16 kolorów z palety 4096 kolorów
- 1: 1024 na 768 pikseli, 256 kolorów z palety 16.7 milionów kolorów
- 2: 640 na 480 pikseli (2 wirtualne ekrany), 256 kolorów z palety 16.7 milionów kolorów
- 3: 512 na 480 pikseli, 16.7 milionów kolorów

GPU z blitterem został zaprojektowany przez Richarda Millera. Potrafił przenosić pamięć wideo z prędkością do 16 milionów pikseli na sekundę, a znaki generował z szybkością 64 mln pikseli na sekundę. Miał także możliwość użycia czterech źródeł/masek przy operacji bit-blit.
System video Blossom był oferowany także jako karta na VMEbus dla Atari TT.